# Cerionesta
Genre
Synonymes
- Cydonia Peckham & Peckham, 1894 nec Mulsant, 1850

Cerionesta est un genre d'araignées aranéomorphes de la famille des Salticidae.

## Distribution
Les espèces de ce genre se rencontrent à Saint-Vincent-et-les-Grenadines à Saint-Vincent et en Équateur aux îles Galápagos.

## Liste des espèces
Selon World Spider Catalog (version 19.0, 20/06/2018) :
- Cerionesta luteola (Peckham & Peckham, 1894)
- Cerionesta pacifica (Banks, 1902)

## Publications originales
- Simon, 1901 : Histoire naturelle des araignées. Paris, vol. 2, p. 381-668 (intégral).
- Peckham & Peckham, 1894 : Spiders of the Marptusa group. Occasional Papers of the Natural History Society of Wisconsin, vol. 2, no 2, p. 85-156 (texte intégral).